# 金煥泰
金 煥泰（きん かんたい、1909年11月29日 - 1944年5月26日）は、朝鮮の文学評論家。文学を政治的手段に利用することに反対し、その独自の芸術的価値を評価することを主張した。朝鮮の批評文学に貢献するも35歳で世を去る。

## 略歴
1909年陰暦11月29日、全羅北道茂朱面邑内里958番地に生まれる。父は金海金氏の金鍾元、母は済州高氏、2男4女の長男。祖父の金在祐は漢方医であり、父の金鍾元は役場に務めていた。中流階級の家庭であったようである。金は、6歳になると漢文を習い、7歳で茂朱普通学校に通う。1922年、全州高等普通学校に入学する。そこで1924年、日本人教師追い出しの同盟休校運動を行い退学処分になる。それを契機として上京し、普成高等普通学校に転入学する。ここに、教師に金尚鎔、ひとつ上の先輩に李箱がいたことは、金の文士としての才能を開花させる土壌となったことだろう。1927年、普成学校を卒業すると、郷里へ戻る。このとき、家は傾き始めていて、金は養鶏で暮らしを立て直そうとするが、結局失敗に終わる。家は経済的に苦しい時であったが、1928年、金は、日本に渡り勉学をすることにする。
東京の学校に通うつもりであったが、途中京都に立ち寄ったところ、郷里の友人に会い、彼らに引き止められる形で同志社大学予科に籍を置くことになる。新入生歓迎会で鄭芝溶と知り合い、親しくなった。鄭の詩に感銘し、1938年には『鄭芝溶論』を執筆している。大学2年目の頃、下宿先の娘と恋仲になる。二人の間には子供が生まれるが、相手の女性はまもなく死んでしまった。1931年、同志社大学予科を卒業すると、九州帝国大学法文学部英文学科に入学する。金はここで、文学を学ぶことを楽しみ、多くの作品を渉猟する。卒業論文には、マシュー・アーノルドとウォルター・ペイターを中心とした文学論を執筆し、これは、金の批評文学の骨格となった。
1934年4月、金は、九州帝国大学を卒業すると、帰国。すぐに執筆活動が始まった。『朝鮮日報』や『朝鮮中央日報』『開闢』などに評論や翻訳文を寄稿していく。この当時、朝鮮ではプロレタリア文学が朝鮮文壇を席巻し、文学は階級意識の鼓吹と政治的手段として利用されていた。それに対し、金は鋭い批判を持ってプロレタリア文学に対峙する。同時に海外文学派と交流を深め、九人会に参加する。1936年6月1日、朴龍喆の妹、朴鳳子と結婚する。披露宴には李東九、李軒求、金甲順、咸大勲、梁柱三、尹聖徳が駆けつけた。1938年、黄海道戴寧にある明新中学校に赴任し教師を務める一方、詩評や論文を雑誌や新聞に投稿する。1940年、九州帝大で知り合った日本人が京城の京城舞鶴公立高等女学校の校長になり、金は彼に呼ばれて教務主任に就任する。
1940年代の朝鮮文壇の暗黒期、金は日帝の言論弾圧に筆を絶つ。公務員を目指すため、東京に向かい高等考試を受けるつもりだったが、渡日先で肺炎を患い帰国、1943年、京城舞鶴高等女学校を辞職し故郷に戻って養生するが、薬など十分な治療が受けられず、1944年5月26日、そのまま命を落とした。その遺骸は全羅北道茂朱面堂山里にある共同墓地に埋葬される。

## 年譜
- 1909年陰暦11月29日 - 全羅北道茂朱面邑内里958番地に生まれる。
- 1916年 - 茂朱普通学校に入学。
- 1922年 - 全州高等普通学校に入学。
- 1923年2月21日 - 母が死亡。
- 1924年 - 普成高等普通学校に転入学。
- 1927年 - 普成高等普通学校を卒業。
- 1928年 - 渡日、京都の同志社大学予科に入学。
- 1931年 - 同志社大学予科を卒業。
- 1931年 - 九州帝国大学法文学部英文学科に入学。
- 1932年 - 下宿先の日本人の娘との間に、子供（良子）が生まれる。
- 1934年 - 九州帝国大学を卒業、帰国。
- 1935年 - 女子医大の講師を務める。
- 1936年 - 九人会に参加。
- 1936年6月1日 - 朴鳳子と結婚。
- 1937年8月 - 長男、栄珍が生まれる。
- 1938年3月 - 黄海道戴寧にある明新中学校の教師を務める。
- 1940年4月 - 京城にある京城舞鶴高等女学校の教務主任を務める。
- 1943年 - 京城舞鶴高等女学校を辞任、郷里に戻る。
- 1944年5月26日 - 死亡。